# Куликово (Теньгушевський район)
Кулико́во (рос. Куликово, ерз. Куликово) — село у складі Теньгушевського району Мордовії, Росія. Адміністративний центр Куликовського сільського поселення.
Населення — 115 осіб (2010; 196 у 2002).
Національний склад (станом на 2002 рік):
- росіяни — 84 %